# Frank Saker
Pour les articles homonymes, voir Saker.
Frank Warren Saker (né le 10 août 1907 et mort le 6 avril 1980) est un céiste canadien. 

## Carrière
Né à Toronto en Ontario, Saker participe aux Jeux olympiques d'été de 1936 à Berlin et remporte deux médailles avec Harvey Charters, soit la médaille d'argent dans l'épreuve du C2-10000m et la médaille de bronze dans l'épreuve C-2 1000m. 